# The Flight of the Gossamer Condor
The Flight of the Gossamer Condor (česky doslova Let Gossamer Condora) je krátký americký dokumentární film z roku 1978 pojednávající o vývoji letadla Gossamer Condor, prvního
skutečně fungujícího letadla poháněného lidskou silou, prvního, které získalo jednu z Kremerových cen. Ve filmu tak účinkují Bryan Allen, pilot letadla, Paul B. MacCready, konstruktér letadla, a další členové týmu. Film získal v roce 1979 Oscara za nejlepší krátký dokumentární film. Režisérem filmu byl Ben Shedd.